# Michal Tučný
Michal Tučný (11. ledna 1947 Praha – 10. března 1995 Praha) byl český zpěvák a muzikant, jeden z nejvýznamnějších interpretů české country music. Prošel jako zpěvák předními českými country skupinami a nakonec založil vlastní úspěšnou kapelu Tučňáci.

## Život
Narodil se v Praze v umělecké rodině, jeho matka Dagmar, roz. Krchová (4. března 1920 Praha – 5. května 1993 Praha) byla uznávanou historičkou umění, otec Vítězslav (25. července 1914 Brno – 20. července 1994) grafik a výtvarný pedagog. V dětství hrál na klavír a na kytaru, ve čtrnácti letech bubnoval ve školním dixielandu. Vyučil se prodavačem, později odmaturoval na obchodní škole (1965). Za pultem toho ale moc nenastál, postupně vystřídal různá místa, byl například skladníkem nebo pošťákem.
Nejdřív zpíval v několika kapelách různých hudebních žánrů. Hrál například v beatové skupině The Makers, kterou založil jeho starší bratr Vít (1944–2006). Až pak se našel v country stylu. V roce 1967 vystoupil jako host se skupinou Rangers na prvním ročníku Porty. Společně tam vyhráli soutěž v sekci „country & western“. Spolupráce Michala Tučného se skupinou Rangers ale trvala jen několik měsíců. Na druhém ročníku Porty se objevil se svou novou skupinou Rivals. Vztah ke country muzice v něm ještě prohloubila jedna z jeho prvních lásek, o 13 let starší zpěvačka Eva Olmerová, s kterou prožil bouřlivý vztah.

### Vystupování s Greenhorns a Fešáky
Zlomem pro další kariéru Michala Tučného bylo roku 1969 setkání s Janem Vyčítalem a příchod do jeho country kapely Greenhorns (za normalizace „Zelenáči“). Zpočátku zpíval jen anglicky, přes velké naléhání odmítal zpívat česky. Vyčítal Tučného nakonec přemluvil ke zpívání v češtině (také kvůli stále tužšímu tlaku cenzorů) a napsal pro něj řadu českých textů k americkým countryovým klasikám. Skupina pak kromě koncertování a nahrávání také začala vystupovat v televizi. Během několika let zpívání Michala Tučného a dalších zpěváků s Greenhorny vznikla řada hitů, které se od té doby hrávají na táborech, u ohňů atd. V této kapele se Michal Tučný nakrátko znovu sešel s bratrem Vítem.
Postupem času se ale zvětšovaly tvůrčí neshody, Greenhorni tíhli k bluegrassu a tradiční country, Tučný chtěl spíše dělat moderní country hudbu. V roce 1974 z kapely odešel, spolu s konferenciérem a textařem Petrem Novotným. S ním a se Zdeňkem Rytířem vytvořili první „Tučňáky“; ti se ale rozpadli dřív, než stačili odehrát první koncert. S Novotným a Tomášem Linkou pak Tučný přišel k Fešákům, se kterými následovala další úspěšná éra. Ta trvala do roku 1980 a dala opět vzniknout celé řadě hitů. Z větší části se jednalo o písně převzaté z americké country, česky otextované nejvíce Petrem Novotným a Michalem Bukovičem, a z menší části o původní tvorbu.

### „Sólová“ dráha s Tučňáky
Další zlom nastal na jaře roku 1980, když se Michal Tučný rozhodl nejet s Fešáky na turné do USA, a místo toho se se Zdeňkem Rytířem opět pokusil založit vlastní kapelu Tučňáci, tentokrát už úspěšně. I v jejich rámci vznikla řada hitů, které sice už tolik nerezonovaly v trampském prostředí, zato získaly celonárodní popularitu. Na televizní obrazovce se objevil v několika estrádních pořadech, jako například Televarieté. Také měl svůj pořad Country Club Michala Tučného v Českém rozhlase. Michal Tučný se stal opravdovou hvězdou české country music a populární hudby vůbec. Od roku 1982 spolupracoval s americkou country zpěvačkou Rattlesnake Annie (v Československu známou jako Anka Chřestýš) a nahrál s ní společné album. V této době se těžiště repertoáru přesunulo více k původním písničkám, stylově vycházejícím z moderní americké country. Hudbu k původním tučňáckým písním skládal nejvíce Zdeněk Rytíř, k některým sám Michal Tučný, dále Jiří Zmožek a další skladatelé. Texty psal opět nejvíce Zdeněk Rytíř, k řadě písní také Michal Tučný, dále Michal Horáček, Miroslav Černý a další textaři.

### Osobní život a závěr kariéry
V roce 1971 se seznámil s herečkou Černého divadla Laterny magiky Martou Novotnou, se kterou se v roce 1980 oženil. Vyženil dceru Gabrielu (narozena 1966). Narodila se jim dcera Michaela Tučná (1974), která po smrti otce příležitostně vystupuje a zpívá jeho písničky. 
Většinu života žil Michal Tučný jako bohém. Navzdory prodělané žloutence hodně jedl a pil, což u něj vedlo k obezitě a dalším zdravotním potížím. Už v roce 1975 málem zemřel, když mu prasklo tlusté střevo a způsobilo těžký zánět. Navzdory chronickým bolestem pravidelně vystupoval, skládal a nahrával. Byl mnohokrát hospitalizovaný v nemocnici, absolvoval mnoho operačních zákroků. Kvůli jizvám na břiše začal nosit své typické lacláče. Na přelomu osmdesátých a devadesátých let se jeho zdravotní stav natolik zhoršil, že stále častěji odvolával koncertní turné i nahrávání ve studiu. Jeho zdravotní problémy byly také hlavním důvodem rozpuštění skupiny Tučňáci (roku 1992). Tučný úplně přestal koncertovat a přestěhoval se s manželkou na chalupu v Hošticích, kterou Tučnému pomohla získat na přelomu sedmdesátých a osmdesátých let jeho dlouholetá kamarádka, herečka Helena Růžičková (původně patřila rodině místního rodáka a popularizátora Hoštic Zdeňka Trošky). Manželé Tučných se rozhodli začít podnikat, ve Volyni koupili a začali provozovat hospodu. Jeho zdravotní stav se dočasně zlepšil díky čemuž mohl opět začít příležitostně koncertovat, mimo jiné s jihočeským Weekendem a s Pavlínou Jíšovou. Z této spolupráce se dochovalo několik společných studiových nahrávek. Ještě snil o sestavení nové kapely, kterou sestavil s Medardem Konopíkem, kytaristou z Tučňáků. Dali jí název President a společně se zpěvačkou Denisou Markovou s touto novou formací natočili alba. Michal své poslední – Šťastné staré slunce a Denisa své první – Mám já to štěstí. K návratu na koncertní prkna už ale z důvodu velmi špatného zdravotního stavu nedošlo. 

### Smrt a odkaz

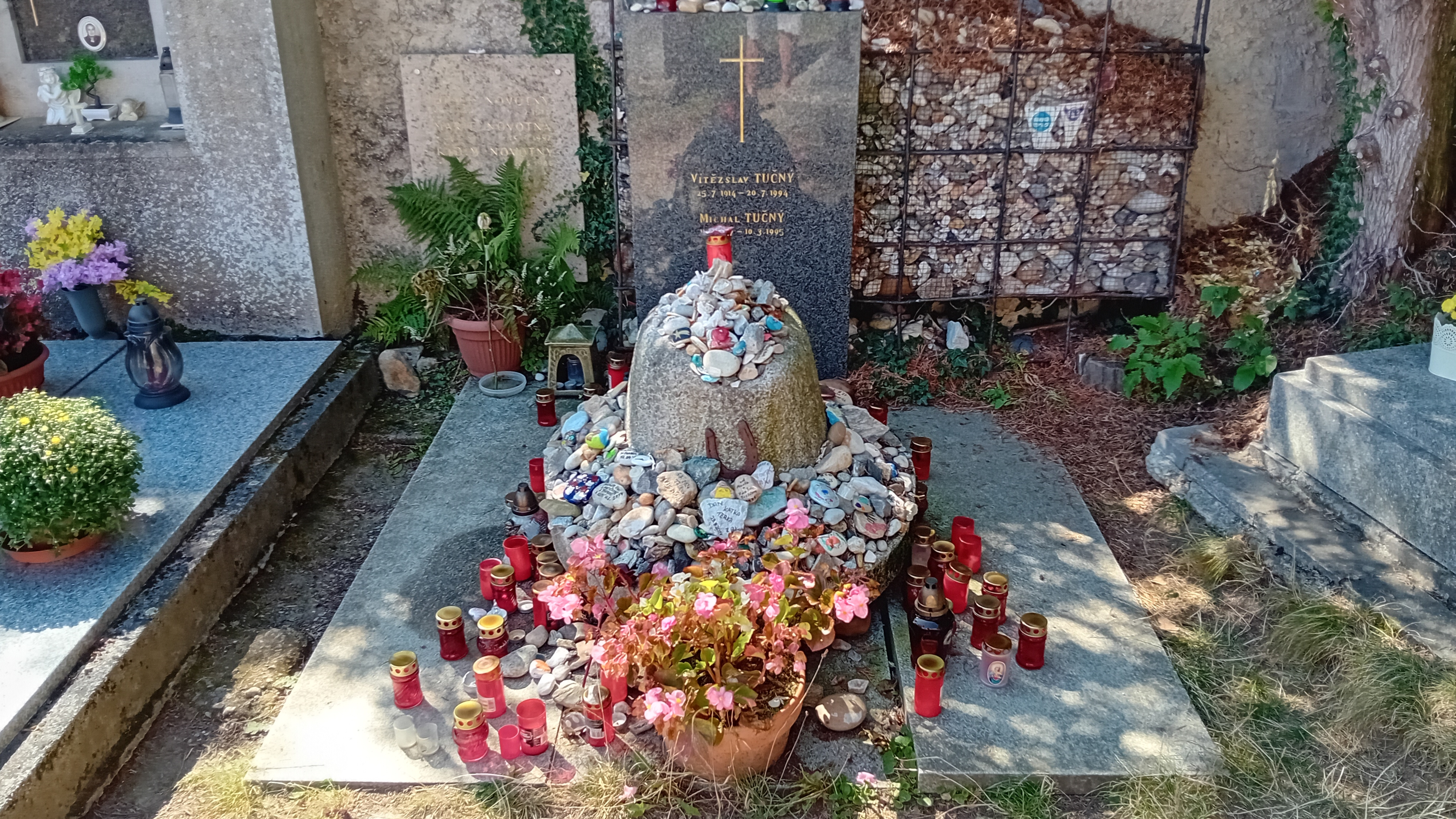
Hrob Michala Tučného

Michal Tučný zemřel 10. března 1995 ve věku 48 let na komplikace rakoviny jater. Je pochován na hoštickém hřbitově, kde má žulový pomník z dílny sochaře Michala Gabriela ve tvaru velkého kovbojského klobouku, na kterém hoří svíčky. 
V Hošticích je na jeho počest pojmenována náves. Po řadu let (zatím do roku 2018) se v Hošticích každoročně konal country festival Stodola Michala Tučného. 
V roce 2002 byl posmrtně uveden do Síně slávy české Akademie populární hudby.

## Chronologie kapel
- Rangers (1967)
- Rivals (1968)
- Greenhorns / Zelenáči (1969–1974)
- Fešáci (1975–1980)
- Tučňáci (1980–1992)
- Sedlo Brno (1992; 1994)[5]
- Weekend (1993)
- Platan Band (příležitostně)

## Výběr hitů
- S Greenhorns:

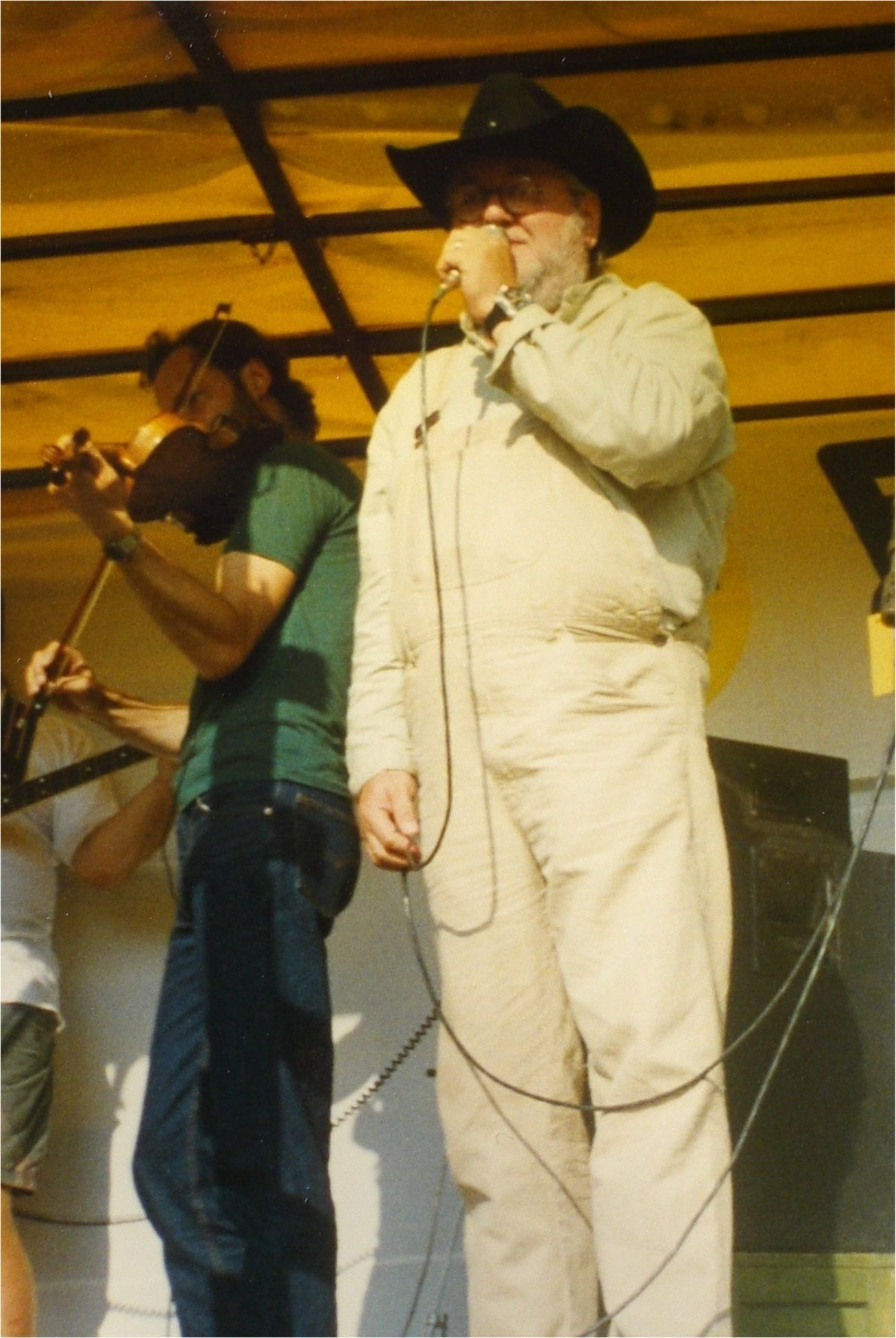
Michal Tučný v roce 1994 na rýžování zlata na Otavě

  - Blízko Little Big Hornu (Johnny Horton: Jim Bridger)
  - Blues Folsomské věznice (Johnny Cash: Folsom Prison Blues)
  - Červená řeka
  - El Paso (Marty Robbins: El Paso)
  - Feleena z El Pasa (Marty Robbins: Feleena from El Paso)
  - Hromskej den /+ Tomáš Linka/  (Along Came Jones)
  - Lodní zvon zvoní (Hank Williams: I Saw the Light)
  - Michalův song (Tom T. Hall: The Year That Clayton Delaney Died)
  - Nečekej už dál (Ribbon of Darkness)
  - Rovnou, tady rovnou (Bill Monroe: Roll On Buddy, Roll On)
  - Šlapej dál (Johnny Cash: I Got Stripes)
  - Vlak v 0,5 (Cocaine Blues)
  - Za chvíli už budu v dáli / Hučka (Tommy Cash: Rise and Shine)
- S Fešáky:
  - Co déšť by nesmyl (Stonewall Jackson: Nashville)
  - Dávej vinu dálkám
  - Já tajně cvičím (Merle Haggard: Okie From Muskogee)
  - Lojza a Líza /+ Tomáš Linka/  (There's a Hole in My Bucket / Heinrich und Liese)
  - Nádraží
  - Prodavač (Leroy Van Dyke: The Auctioneer)
  - Sundej z hodin závaží (Kris Kristofferson: Help Me Make It Through the Night)
- S Tučňáky:
  - Báječná ženská (Waylon Jennings: Good Hearted Woman)
  - Boty z kůže toulavejch psů
  - Cesty toulavý (Willie Nelson: On the Road Again)
  - Chtěl bych být medvídkem /+ Zdeněk Rytíř/  (The Teddy Bear Song)
  - Jak chcete žít bez koní
  - Ještě dlouhou cestu mám
  - Koukám, jak celá země vstává
  - Poslední kovboj
  - Pověste ho vejš  (cover do angličtiny Anka Chřestýš: Hang Her Higher)
  - Rád se brouzdám rosou
  - Snídaně v trávě (Don Gibson: Sea of Heartbreak)
  - Starýho psa novým kouskům nenaučíš
  - Tam u nebeských bran
  - V uličkách města Bakersfield (Streets of Bakersfield)
  - Všichni jsou už v Mexiku (They All Went to Mexico)
- S Pavlínou Jíšovou a Weekendem:
  - Dlouhá černá limuzína (Long Black Limousine)
- studiové:
  - Déšť / Dážď /+ Allan Mikušek/
  - Já budu žít navěky (Billy Joe Shaver: Live Forever)
  - Jižanský rok
  - Pane můj (Kris Kristofferson: Why Me Lord)